# Сарентински Алпи
Сарентински Алпи (на италиански: Alpi Sarentine; на немски: Sarntaler Alpen) се нарича масив в Алпите (в Източните Алпи), който не е част от никой от основните дялове. Намира се в немскоговорещия Южен Тирол, но на територията на Италия. Затова самото име, както имената и на повечето върхове и реки са двуезични. Това е много добре оформена, приблизително кръгла планина, заобиколена от долините на река Адидже и притока ѝ Изарко. Долината на друга река – Талвера – я разделя на две и придава на билото ѝ форма на подкова – с издадена на север изпъкнала част и краища, които почти се събират на юг. От името на тази долина (Сарентино, Сарнтал) и на селцето, което се намира в средата ѝ произлиза и името на целия масив.
Сарентинските Алпи граничат с Йоцталските на север (през прохода Джово), с Доломитовите на югоизток и с масива Ортлес на югозапад. В подножието им се намира големият град Болцано, както и по-малките градчета Бресаноне и Мерано. Въпреки че те са сравнително ниски спрямо другите части на планината, също са скалисти и с алпийски вид. През зимата привличат хиляди скиори (водещият зимен курорт е Мерано), а през лятото – пешеходни туристи.
Най-висок връх е Хирцер (Пунта Червина – 2781 м), последван от Алплершпице (в западната част на масива), Якобшпице (Чима ди Сан Джакомо – 2742 м) и Тагевалдхорн (Корно ди Трамин – 2708 м) – в източната част. По орографски и топографски признаци специалистите отделят седем различни части на масива.